# گمینا ووجراده
گمینا ووجراده (به لهستانی:  Gmina Wodzierady) یک گمینا در لهستان است که در شهرستان واسک واقع شده‌است. گمینا ووجراده ۸۱٫۴۲ کیلومتر مربع مساحت و ۳٬۰۹۸ نفر جمعیت دارد.